# Jón Gunnar Árnason
Jón Gunnar Árnason, född 1931, död 1989 i Reykjavik, var en isländsk skulptör.
Jón Gunnar Árnason utbildade sig i konst på Listaháskóli Íslands 1944-46 och studerade också till ingenjör med examen 1952. Han studerade senare konst vidare på Hornsey College of Art i London.
Hans verk Sólfar från 1986 står vid stranden vid slutet av Frakkastigur i Reykjavik.